# 胡润泽
胡润泽（1958年12月—）男，汉族，陕西岚皋人。1978年12月参加工作，1980年9月加入中国共产党。

## 生平
1978年，进入岚皋县政府工作，历任红光乡林业特产员、管委会副主任，四季林场副场长，横溪乡党委书记，官元区区长、区委书记。（1987年至1989年期间，在中共安康地委党校大专班进修）1993年，出任岚皋县缫丝厂厂长；1995年，任县林业特产局局长。
1996年，调白河县工作，任副县长。1997年，升任县委副书记、县长。2001年，任中共白河县委书记。（期间先后在中共中央党校函授学院、陕西工商管理学院进修，2001年获工商管理硕士学位）
2002年，调中共陕西省委组织部工作，先后担任市县干部处处长、组织部部务委员。2006年，升任陕西省委组织部副部长。
2008年，任中共汉中市委副书记、代市长，市长。2013年7月，任中共汉中市委书记。2013年12月，和魏增军职务对调，转任中共商洛市委书记。
2016年7月，任中共西安市委副书记、市委党校校长。2017年2月，任西安市人大常委会主任、党组书记。2020年10月，不再担任西安市人大常委会党组书记、主任职务，并辞去陕西省人大代表职务。